# ゾイドバトラー雷牙
『ゾイドバトラー雷牙』（ゾイドバトラーらいが）は、帯ひろ志による日本の漫画作品。ゾイドをモチーフとした漫画で、小学館学年別雑誌「小学四年生」、「小学五年生」で連載された。全3巻。

## あらすじ
改造したゾイドをスキャンし、自ら操縦して戦う競技・ゾイドバーチャバトル。バーチャバトルの老舗・富井ジムに入門した主人公・雷牙 剣は、数々の強敵と激闘を繰り広げる…。

## 登場人物

### 富井ジム
雷牙 剣（らいが けん）
主人公。実家が剣道場を営んでおり、剣道で培った反射神経はゾイドバトルにも活かされている。
主なゾイドはバーニングライガー、ライガーゼロ。
成川 卓（なるかわ たく）
富井ジムの中堅バトラー。
富井 彩香（とみい あやか）
富井ジム会長の娘。気が強い。
富井 勝（とみい まさる）
富井ジム会長。

### 雷牙の仲間
天城 理央(あまぎ りお)
静岡県F市の大山ジムに在籍する凄腕ゾイドバトラー。無愛想な性格だが、ゾイドバトルへの情熱は強く、中途半端なゾイドバトラーは許せないと、ジムの練習生を追い出してしまった。一人称は「ボク」だが、女性である。
使用ゾイドはライトニングバスター。
堺兄弟
大阪・堺ジムオーナーの息子。初登場時には富井ジムを吸収すべくバトルを挑んでくる。主に弟の竜太がバトルする。
使用ゾイドは改造ブレードライガー・ブラックデーモンズライガー。

## コミックス
1. 2001年6月25日発売
2. 2002年10月25日発売
3. 2002年4月25日発売